# Shuidonggou
Le site de Shuidonggou (chinois : 水洞沟遗址 ; pinyin : Shuǐdònggōu yízhǐ ; EFEO : Chouei-tong Keou) est l'un des premiers sites paléolithiques découverts en Chine. Il se trouve dans l'Ordos, à proximité de la ville de Lingwu, dans la région autonome hui du Ningxia, sur la rive droite du fleuve Jaune, et secondairement en Mongolie-Intérieure toute proche. Il figure sur la liste des sites historiques et culturels majeurs protégés au niveau national (Ningxia) (3-185) depuis 1988.
Il est situé près d'un segment ruiné de la Grande Muraille de Chine et a été intégré dans un parc touristique local en 2006. Il est présenté sur place dans le cadre d'un musée du paléolithique, qui a ouvert ses portes en juin 2011.

## Localisation
Shuidonggou est un complexe d'une douzaine de sites de plein air qui se trouvent près du fleuve Jaune, à cheval sur les provinces de Ningxia et de Mongolie-Intérieure, à une altitude de 1 240 à 1 300 m, dans une zone aride couverte de dépôts de lœss, qui facilitent l'analyse des occupations humaines, mais pas forcément la préservation du matériel organique.

## Historique
Découvert dans les années 1920 par les paléontologues jésuites Émile Licent et Pierre Teilhard de Chardin, qui le présentent alors comme un site représentatif de la culture de l'Ordos, il a depuis lors fait l'objet de nombreuses études, aussi bien par des chercheurs chinois qu'occidentaux.

## Chronologie
Son occupation s'étend de 43 000 à 12 000 ans avant le présent (AP), ce qui correspond au Paléolithique supérieur et à la dernière phase de la dernière période glaciaire.

## Vestiges
Les techniques de débitage Levallois et de débitage laminaire volumétrique sont présentes de 43 000 à 25 000 ans AP, en même temps qu'une industrie du Paléolithique supérieur initial, datée de 43 000 à 33 000 ans AP. Ces industries semblent originaire d'Eurasie occidentale, tandis qu'on trouve en Chine intérieure et méridionale des assemblages fondés sur la production d'éclats. Par ailleurs, le site a livré un grand nombre de grattoirs et de racloirs.
Contrairement au site voisin de Sjara-osso-gol (de), il n'a livré que peu de vestiges d'animaux. Il s'agit essentiellement d'hémione et de coquilles d'œufs d'autruche, plus rarement de bovidés, rhinocéros laineux, hyène des cavernes, gazelle Przewalski et Spiroceros kiakhtensis.